# Ken Tokura
Ken Tokura (jap. 都倉 賢 Tokura Ken; ur. 16 czerwca 1986) – japoński piłkarz występujący na pozycji napastnika, zawodnik Iwate Grulla Morioka.

## Życiorys

### Kariera klubowa
Od 2005 roku występował w klubach: Kawasaki Frontale, Thespa Kusatsu, Vissel Kobe i Hokkaido Consadole Sapporo.
1 stycznia 2019 podpisał kontrakt z japońskim klubem Cerezo Osaka, umowa do 31 stycznia 2020.

## Sukcesy

### Klubowe
Kawasaki Frontale
- Zdobywca drugiego miejsca J1 League: 2006, 2008
- Zdobywca drugiego miejsca Pucharu Ligi Japońskiej: 2007

Vissel Kobe
- Zdobywca drugiego miejsca J2 League: 2013

Hokkaido Consadole Sapporo
- Zwycięzca J2 League: 2016